# 奧爾季夫
50°22′18″N 24°31′2″E / 50.37167°N 24.51722°E
奧爾季夫（烏克蘭語：Ордів），是烏克蘭西部的村莊，隸屬利維夫州的舍普季茨基區。該村面積0.55平方公里，海拔高度215米，2001年人口216，人口密度每平方公里392.73人。